# Ahmed Ramadan (cầu thủ bóng đá)
Ahmed Ramadan là một cầu thủ bóng đá người Ai Cập hiện tại thi đấu cho Al-Ahly. Anh là sản phẩm của học viện trẻ Al-Ahly.